# Parigi-Nizza 1990
La Parigi-Nizza 1990, quarantottesima edizione della corsa, si svolse dal 4 all'11 marzo su un percorso di 1 116 km ripartiti in 8 tappe più un cronoprologo. Fu vinta dallo spagnolo Miguel Indurain, che bissò il successo dell'anno precedente, davanti all'irlandese Stephen Roche e al francese Luc Leblanc.

## Tappe
| Tappa  | Data     | Percorso                                        | km   | Vincitore di tappa    | Leader cl. generale |
| ------ | -------- | ----------------------------------------------- | ---- | --------------------- | ------------------- |
| Prol.  | 4 marzo  | Parigi (cron. individuale)                      | 7,9  | Francis Moreau        | Francis Moreau      |
| 1ª     | 5 marzo  | Orléans > Nevers                                | 184  | Étienne De Wilde      | Francis Moreau      |
| 2ª     | 6 marzo  | Nevers > Lione                                  | 245  | Carlo Bomans          | Miguel Indurain     |
| 3ª     | 7 marzo  | Saint-Étienne > Saint-Étienne (cron. a squadre) | 44,5 | Histor-Sigma          | Stephen Roche       |
| 4ª     | 8 marzo  | Vergèze > Marsiglia                             | 179  | Adriano Baffi         | Stephen Roche       |
| 5ª     | 9 marzo  | Marsiglia > Mont Faron                          | 164  | Miguel Indurain       | Miguel Indurain     |
| 6ª     | 10 marzo | Tolone > Mandelieu-la-Napoule                   | 178  | Claudio Chiappucci    | Miguel Indurain     |
| 7ª-1ª  | 11 marzo | Mandelieu-la-Napoule > Nizza                    | 102  | Mauro Ribeiro         | Miguel Indurain     |
| 7ª-2ª  | 11 marzo | Nizza > Col d'Èze (cron. individuale)           | 12   | Jean-François Bernard | Miguel Indurain     |
| Totale | Totale   | Totale                                          | 1116 |                       |                     |

## Dettagli delle tappe

### Prologo
- 4 marzo: Parigi > Parigi (cron. individuale) – 7,9 km

Risultati
| Pos. | Corridore       | Squadra      | Tempo |
| ---- | --------------- | ------------ | ----- |
| 1    | Francis Moreau  | Histor-Sigma | 9'15" |
| 2    | Miguel Indurain | Banesto      | a 3"  |
| 3    | Laurent Fignon  | Castorama    | a 10" |

| Pos. | Corridore       | Squadra      | Tempo |
| ---- | --------------- | ------------ | ----- |
| 1    | Francis Moreau  | Histor-Sigma | 9'15" |
| 2    | Miguel Indurain | Banesto      | a 3"  |
| 3    | Laurent Fignon  | Castorama    | a 10" |

### 1ª tappa
- 5 marzo: Orléans > Nevers – 184 km

Risultati
| Pos. | Corridore          | Squadra      | Tempo    |
| ---- | ------------------ | ------------ | -------- |
| 1    | Étienne De Wilde   | Histor-Sigma | 5h06'41" |
| 2    | Adrie van der Poel | Weinmann     | s.t.     |
| 3    | Adriano Baffi      | Ariostea     | s.t.     |

| Pos. | Corridore       | Squadra      | Tempo    |
| ---- | --------------- | ------------ | -------- |
| 1    | Francis Moreau  | Histor-Sigma | 5h15'56" |
| 2    | Miguel Indurain | Banesto      | a 3"     |
| 3    | Laurent Fignon  | Castorama    | a 10"    |

### 2ª tappa
- 6 marzo: Nevers > Lione – 245 km

Risultati
| Pos. | Corridore           | Squadra  | Tempo    |
| ---- | ------------------- | -------- | -------- |
| 1    | Carlo Bomans        | Weinmann | 6h39'31" |
| 2    | Claudio Chiappucci  | Carrera  | a 2"     |
| 3    | Jean-Claude Colotti | R.M.O.   | a 4"     |

| Pos. | Corridore          | Squadra   | Tempo     |
| ---- | ------------------ | --------- | --------- |
| 1    | Miguel Indurain    | Banesto   | 11h55'34" |
| 2    | Claudio Chiappucci | Carrera   | a 3"      |
| 3    | Laurent Fignon     | Castorama | a 7"      |

### 3ª tappa
- 7 marzo: Saint-Étienne > Saint-Étienne (cron. a squadre) – 44,5 km

Risultati
| Pos. | Squadra      | Tempo  |
| ---- | ------------ | ------ |
| 1    | Histor-Sigma | 56'11" |
| 2    | Castorama    | a 35"  |
| 3    | Z            | a 43"  |

| Pos. | Corridore        | Squadra      | Tempo     |
| ---- | ---------------- | ------------ | --------- |
| 1    | Stephen Roche    | Histor-Sigma | 12h51'56" |
| 2    | Étienne De Wilde | Histor-Sigma | a 20"     |
| 3    | Francis Moreau   | Histor-Sigma | a 30"     |

### 4ª tappa
- 8 marzo: Vergèze > Marsiglia – 179 km

Risultati
| Pos. | Corridore     | Squadra   | Tempo    |
| ---- | ------------- | --------- | -------- |
| 1    | Adriano Baffi | Ariostea  | 4h45'08" |
| 2    | Ad Wijnands   | Stuttgart | s.t.     |
| 3    | Carlo Bomans  | Weinmann  | s.t.     |

| Pos. | Corridore        | Squadra      | Tempo     |
| ---- | ---------------- | ------------ | --------- |
| 1    | Stephen Roche    | Histor-Sigma | 17h37'04" |
| 2    | Étienne De Wilde | Histor-Sigma | a 20"     |
| 3    | Francis Moreau   | Histor-Sigma | a 30"     |

### 5ª tappa
- 9 marzo: Marsiglia > Mont Faron – 164 km

Risultati
| Pos. | Corridore       | Squadra   | Tempo    |
| ---- | --------------- | --------- | -------- |
| 1    | Miguel Indurain | Banesto   | 4h03'24" |
| 2    | Laurent Fignon  | Castorama | a 35"    |
| 3    | Éric Boyer      | Z         | a 48"    |

| Pos. | Corridore       | Squadra      | Tempo     |
| ---- | --------------- | ------------ | --------- |
| 1    | Miguel Indurain | Banesto      | 21h41'15" |
| 2    | Stephen Roche   | Histor-Sigma | a 15"     |
| 3    | Laurent Fignon  | Castorama    | a 19"     |

### 6ª tappa
- 10 marzo: Tolone > Mandelieu-la-Napoule – 178 km

Risultati
| Pos. | Corridore          | Squadra      | Tempo    |
| ---- | ------------------ | ------------ | -------- |
| 1    | Claudio Chiappucci | Carrera      | 4h54'06" |
| 2    | Julio César Cadena | Café de Col. | s.t.     |
| 3    | Moreno Argentin    | Ariostea     | s.t.     |

| Pos. | Corridore       | Squadra      | Tempo     |
| ---- | --------------- | ------------ | --------- |
| 1    | Miguel Indurain | Banesto      | 26h35'46" |
| 2    | Stephen Roche   | Histor-Sigma | a 15"     |
| 3    | Laurent Fignon  | Castorama    | a 19"     |

### 7ª tappa
- 11 marzo: Mandelieu-la-Napoule > Nizza – 102 km

Risultati
| Pos. | Corridore     | Squadra  | Tempo    |
| ---- | ------------- | -------- | -------- |
| 1    | Mauro Ribeiro | R.M.O.   | 2h27'45" |
| 2    | Charly Mottet | R.M.O.   | s.t.     |
| 3    | Adriano Baffi | Ariostea | a 27"    |

| Pos. | Corridore       | Squadra      | Tempo     |
| ---- | --------------- | ------------ | --------- |
| 1    | Miguel Indurain | Banesto      | 29h03'31" |
| 2    | Stephen Roche   | Histor-Sigma | a 15"     |
| 3    | Laurent Fignon  | Castorama    | a 19"     |

### 8ª tappa
- 11 marzo: Nizza > Col d'Èze (cron. individuale) – 12 km

Risultati
| Pos. | Corridore             | Squadra      | Tempo  |
| ---- | --------------------- | ------------ | ------ |
| 1    | Jean-François Bernard | Toshiba      | 22'51" |
| 2    | Luc Leblanc           | Castorama    | a 31"  |
| 3    | Stephen Roche         | Histor-Sigma | a 34"  |

| Pos. | Corridore       | Squadra      | Tempo     |
| ---- | --------------- | ------------ | --------- |
| 1    | Miguel Indurain | Banesto      | 29h27'30" |
| 2    | Stephen Roche   | Histor-Sigma | a 8"      |
| 3    | Luc Leblanc     | Castorama    | a 42"     |

## Classifiche finali

### Classifica generale
| Pos. | Corridore          | Squadra      | Tempo     |
| ---- | ------------------ | ------------ | --------- |
| 1    | Miguel Indurain    | Banesto      | 29h27'30" |
| 2    | Stephen Roche      | Histor-Sigma | a 8"      |
| 3    | Luc Leblanc        | Castorama    | a 42"     |
| 4    | Laurent Fignon     | Castorama    | a 52"     |
| 5    | Éric Boyer         | Z            | a 1'19"   |
| 6    | Pascal Simon       | Castorama    | a 1'33"   |
| 7    | Claudio Chiappucci | Carrera      | a 1'41"   |
| 8    | Moreno Argentin    | Ariostea     | a 2'14"   |
| 9    | Atle Kvålsvoll     | Z            | a 2'22"   |
| 10   | Alex Pedersen      | O.N.C.E.     | a 2'33"   |